# Gisela Bulla
Gisela Elisabeth Bulla, geb. Gottschalk (* 6. März 1932 in Hamburg; † 3. Oktober 2018 in München) war eine deutsche Archäologin, Autorin und Politikerin. Sie verfasste mehrere Bücher zum Thema Haustiere. Von März 1995 bis September 2000 war sie Bundesvorsitzende der Tierschutzpartei.

## Leben
Ab ihrem sechsten Lebensjahr wohnte Gisela Bulla in München. Sie promovierte 1972 an der Ludwig-Maximilians-Universität München in Klassischer Archäologie mit der Dissertation Typologische Darstellung griechischer Innenhofhäuser. Bis 1976 arbeitete sie als Verlagslektorin. Seither war sie freie Autorin. Unter ihrem Geburtsnamen verfasste sie populäre Bücher zu den Pharaonen, den römischen Kaisern und den Kaisern von China. Des Weiteren schrieb sie eine Reihe von Büchern zum Thema Heimtierhaltung mit den Schwerpunkten Katzen und Ratten beziehungsweise Tiermissbrauch. 1984 verfasste sie zusammen mit Sina Walden das Werk Endzeit für Tiere, das vor allem in Tierrechtskreisen eine gewisse Bekanntheit erlangte. Darüber hinaus schrieb sie Artikel für Zeitschriften wie die Emma. Sie war verheiratet und lebte zuletzt in München sowie auf Malta.

## Politisches Engagement
Bereits ab den 1970er Jahren lebte Gisela Bulla vegetarisch. In den 1990er Jahren trat sie der 1993 gegründeten Tierschutzpartei bei. Auf dem dritten Bundesparteitag, der am 11. März 1995 in Braunschweig stattfand, wurde sie als Nachfolgerin von Ingeborg Bingener zur Bundesvorsitzenden gewählt. 1997 und 1998 wurde sie jeweils im Amt bestätigt. Zur Bundestagswahl 1998 wurde Bulla einstimmig zur Spitzenkandidatin gewählt. Bei der Europawahl von 1999 war sie ebenfalls Spitzenkandidatin ihrer Partei. Mit einem Wahlergebnis von 0,7 % bei der Europawahl nahm die Tierschutzpartei erstmals an der staatlichen Parteienfinanzierung teil. Als Parteivorsitzende zuletzt wiedergewählt wurde sie im Januar 1999. Wahlbündnisse mit anderen Parteien lehnte sie während ihrer Amtszeit ab, um den Gedanken des Tierschutzes nicht zu verwässern.
Am 8. September 2000, einen Tag vor dem achten Bundesparteitag in Berlin, trat sie von diesem Amt zurück, da sie am Folgetag zur stellvertretenden Vorsitzenden des Bundesschiedsgerichts der Partei gewählt wurde. Der erste stellvertretende Bundesvorsitzende Egon Karp übernahm daraufhin ein Jahr lang kommissarisch die Leitung der Partei, ehe am 29. September 2001 Jürgen Gerlach zu ihrem Nachfolger als Parteivorsitzender gewählt wurde.

## Werke
- als Herausgeberin: Als der Großvater die Großmutter nahm: Ein amüsantes Kaleidoskop des Ewig-Weiblichen. Was illustrierte Frauenzeitschriften aus drei Jahrhunderten über Sitten, Mode, Flirt, Liebe, Luxus und das Leben der „guten alten Zeit“ in amüsanten Bildern und Texten auss. Scherz Verlag, Bern 1978, ISBN 3-86047-407-3.
- Katzen. Heyne, München 1980, ISBN 3-453-41344-X.
- Rucksack und Wanderschuh: 1000 Tips für Wanderfreunde. Heyne, München 1985, ISBN 3-453-41644-9.
- Die kluge Ratte: Porträt eines Außenseiters. Wunderlich Verlag, Reinbek 1986, ISBN 3-8052-0424-8.
- Katzenkorb und Vogelkäfig: 1000 Tips für den richtigen Umgang mit Haustieren. Heyne, München 1986, ISBN 3-453-41544-2.
- Katzenlexikon: Von A wie Anschleichen bis Z wie Zauberkatzen. Rowohlt Verlag, Reinbek 1986, ISBN 978-3-499-60547-5.
- mit Sina Walden: Endzeit für Tiere: Ein Aufruf zu ihrer Befreiung. Rowohlt Verlag, Reinbek 1992, ISBN 3-499-19310-8.
- Meine Katze: Richtig verstehen, gesund ernähren, artgerecht halten. Naturbuch Verlag, Augsburg 1993, ISBN 978-3-89440-108-5.
- Natürliche Heilung durch Aromatherapie: Alte und neue Rezepte für Gesundheit und Wohlgefühl. Natürliche Duftstoffe gegen Magenschwerden, Kopfschmerzen und Schlafstörungen. Südwest Verlag, München 1996, ISBN 978-3-517-01743-3.
- Ratten als Heimtiere: Richtig pflegen und verstehen. Gräfe & Unzer, München 1998, ISBN 978-3-7742-1258-9.
- Die Katze, das rätselhafte Wesen: Richtig verstehen, gesund ernähren, artgerecht halten. Bechtermünz Verlag, Augsburg 1999, ISBN 3-86047-407-3.
- Ratten. Gräfe & Unzer, München 2002, ISBN 3-7742-3699-2.
- Im Reich der Bastet: Roman. Fouqué, Frankfurt am Main 2003, ISBN 3-8267-5349-6.

Publikation unter dem Pseudonym Nelly Hamilton
- Der Fluch des Ägypters (= Vampir Taschenbuch). Pabel, Rastatt 1977.

Publikationen unter ihrem Geburtsnamen Gisela Gottschalk
- Die großen Pharaonen. Ihr Leben – ihre Zeit – ihre Kunstwerke. Scherz, Bern 1979, ISBN 3-502-16278-6.
- Die großen Cäsaren. Ihr Leben – ihre Taten – ihre Zeit. Scherz, Bern 1980, ISBN 3-502-16280-8.
- Chinas große Kaiser. Ihre Geschichte – ihre Kultur – ihre Leistungen. Die chinesischen Herrscherdynastien in Bildern, Berichten und Dokumenten. Scherz, Bern 1982, ISBN 3-502-16281-6.